# Anna-Brita Lövgren
Anna-Brita Lövgren, född  Mattsson 8 juni 1933 i Ivetofta församling, Kristianstads län, död 23 januari 2023 i Lund, var en svensk historiker och arkivarie.
Lövgren, som var dotter till hemmansägare Knut Mattsson och Ellen Nilsson, avlade folkskollärarexamen i Lund 1955, blev filosofie magister 1962, filosofie doktor 1980 och docent vid Lunds universitet 1984. Hon var folkskollärare i Lekeberg 1955–1956, lärare i Osby 1956–1958, adjunkt i Svalöv 1962–1964 och i Eslöv 1964–1965. Hon blev tjänsteman på Landsarkivet i Östersund 1971, var amanuens på Landsarkivet i Lund 1972–1975 samt arkivarie där 1975–1980 och 1982–1984. Hon var förste arkivarie på Riksarkivet 1981, på Landsarkivet i Lund 1985–1994 och landsarkivarie på Landsarkivet i Göteborg 1994–1998. Hon invaldes som ledamot av Vetenskapssocieteten i Lund 1985 och av Kungliga Samfundet för utgivande av handskrifter rörande Skandinaviens historia 1994. Hon var huvudredaktör för Karolinska förbundets årsbok 1985–1995 och skrev artiklar i historia, främst förvaltningshistoria, och arkivvetenskap.
Lövgren var mellan 1962 och 1973 gift med läkaren och prästen Gösta Lövgren (1934–2020).